# 辛集站
辛集站位于中华人民共和国河北省石家庄市辛集市，是石德铁路上的火车站，建于1940年，由中国铁路北京局集团衡水车务段管辖。

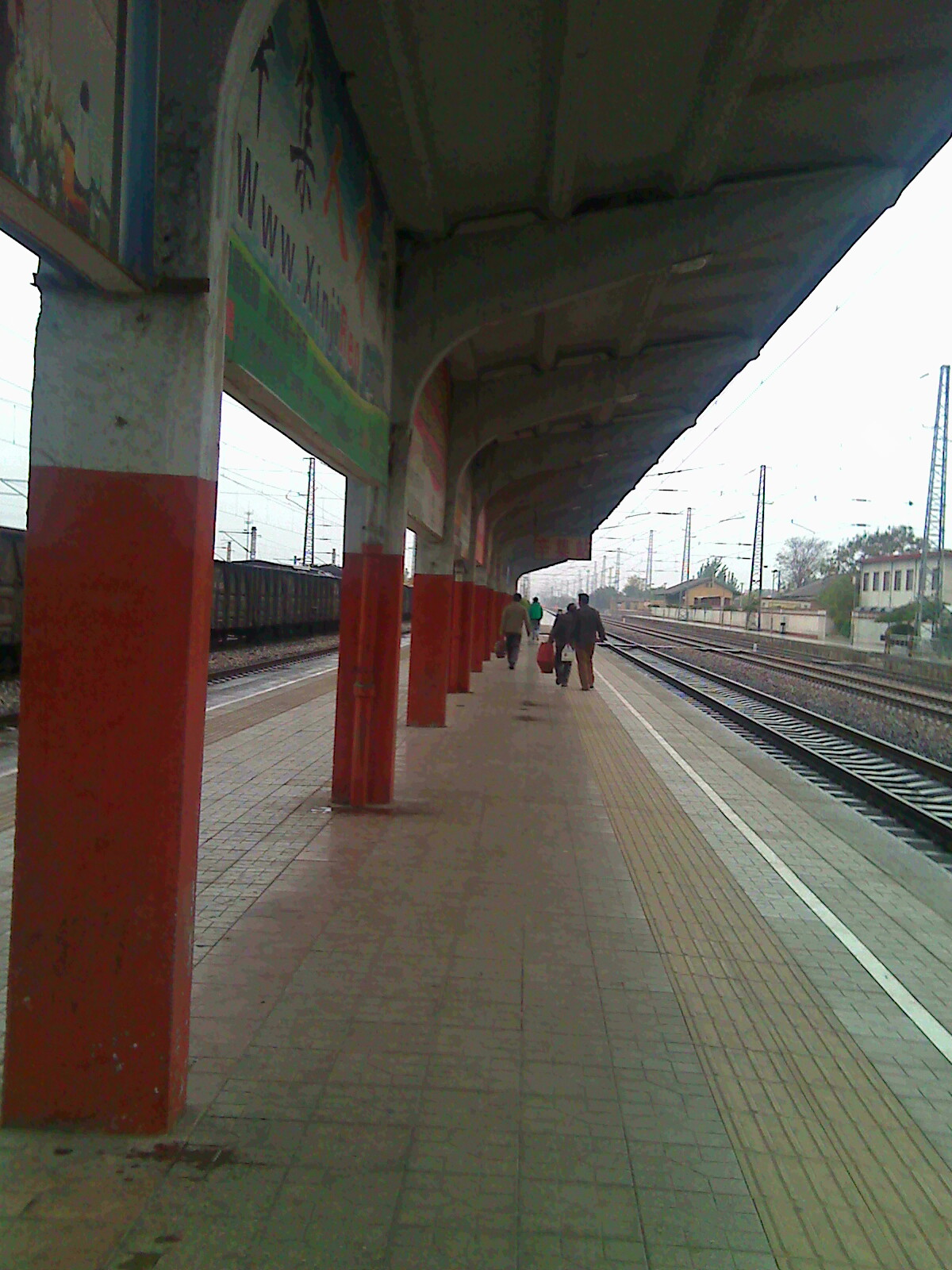
辛集站2站台

## 歷史
- 建于1940年。

## 車站周邊
- 石运集团辛集客运站
- 中国邮政车站支局
- 中国邮政储蓄银行辛集市车站营业所
- 中国化工河北辛集化工集团